# Seysses-Savès
 Seysses-Savès  là một xã thuộc tỉnh Gers trong vùng Occitanie miền nam nước Pháp.